# Pentapycnon bouvieri
Pentapycnon bouvieri is een zeespin uit de familie Pycnogonidae. De soort behoort tot het geslacht Pentapycnon. Pentapycnon bouvieri werd in 1993 voor het eerst wetenschappelijk beschreven door Pushkin. 